# Tankovo (Chaskovo)
Tankovo (Bulgaars: Тънково) is een dorp in de Bulgaarse gemeente Stambolovo, oblast Chaskovo. Het dorp ligt hemelsbreed 28 km ten zuiden van Chaskovo en 227 km ten zuidoosten van Sofia.

## Bevolking
Op 31 december 2020 telde het dorp Tankovo 216 inwoners. Het aantal inwoners vertoont al jaren een dalende trend: in 1946 telde het dorp nog 1.249 inwoners.
| Bevolkingsontwikkeling tussen 1934 en 2020          |
| --------------------------------------------------- |
|                                                     |
| Bron: Nationaal Statistisch Instituut van Bulgarije |

In het dorp wonen nagenoeg uitsluitend etnische Bulgaren. In de optionele volkstelling van 2011 identificeerden 280 van de 281 ondervraagden zichzelf als etnische Bulgaren, oftewel 99,6%. 
| Etnische samenstelling van de respondenten (2011) | Etnische samenstelling van de respondenten (2011) | Etnische samenstelling van de respondenten (2011) | Etnische samenstelling van de respondenten (2011) | Etnische samenstelling van de respondenten (2011) |
| ------------------------------------------------- | ------------------------------------------------- | ------------------------------------------------- | ------------------------------------------------- | ------------------------------------------------- |
|                                                   |                                                   |                                                   |                                                   |                                                   |
| Bulgaren                                          | Bulgaren                                          |                                                   | 99,6%                                             | 99,6%                                             |
| Turken                                            | Turken                                            |                                                   | 0,0%                                              | 0,0%                                              |
| Roma                                              | Roma                                              |                                                   | 0,0%                                              | 0,0%                                              |
| Anders/Onbekend                                   | Anders/Onbekend                                   |                                                   | 0,4%                                              | 0,4%                                              |